# サンタ・マリネッラ
サンタ・マリネッラ（イタリア語: Santa Marinella）は、イタリア共和国ラツィオ州ローマ県にある、人口約1万9000人の基礎自治体（コムーネ）。

## 地理

### 位置・広がり
ローマ県北西部のコムーネ。

#### 隣接コムーネ
隣接するコムーネは以下の通り。
- アッルミエーレ
- チェルヴェーテリ
- チヴィタヴェッキア
- トルファ